# Nisís Áyios Ioánnis (ö i Grekland, Grekiska fastlandet)
Nisís Áyios Ioánnis är en ö i Grekland.   Den ligger i prefekturen Fokis och regionen Grekiska fastlandet, i den centrala delen av landet, 150 km väster om huvudstaden Aten.
Terrängen på Nisís Áyios Ioánnis är platt.  == Kommentarer ==
1. ↑  Framräknat ur höjduppgifter (DEM 3") från Viewfinder Panoramas.[2] Mer om algoritmen finns här: Användare:Lsjbot/Algoritmer.